# Boeddhapark van Ravangla

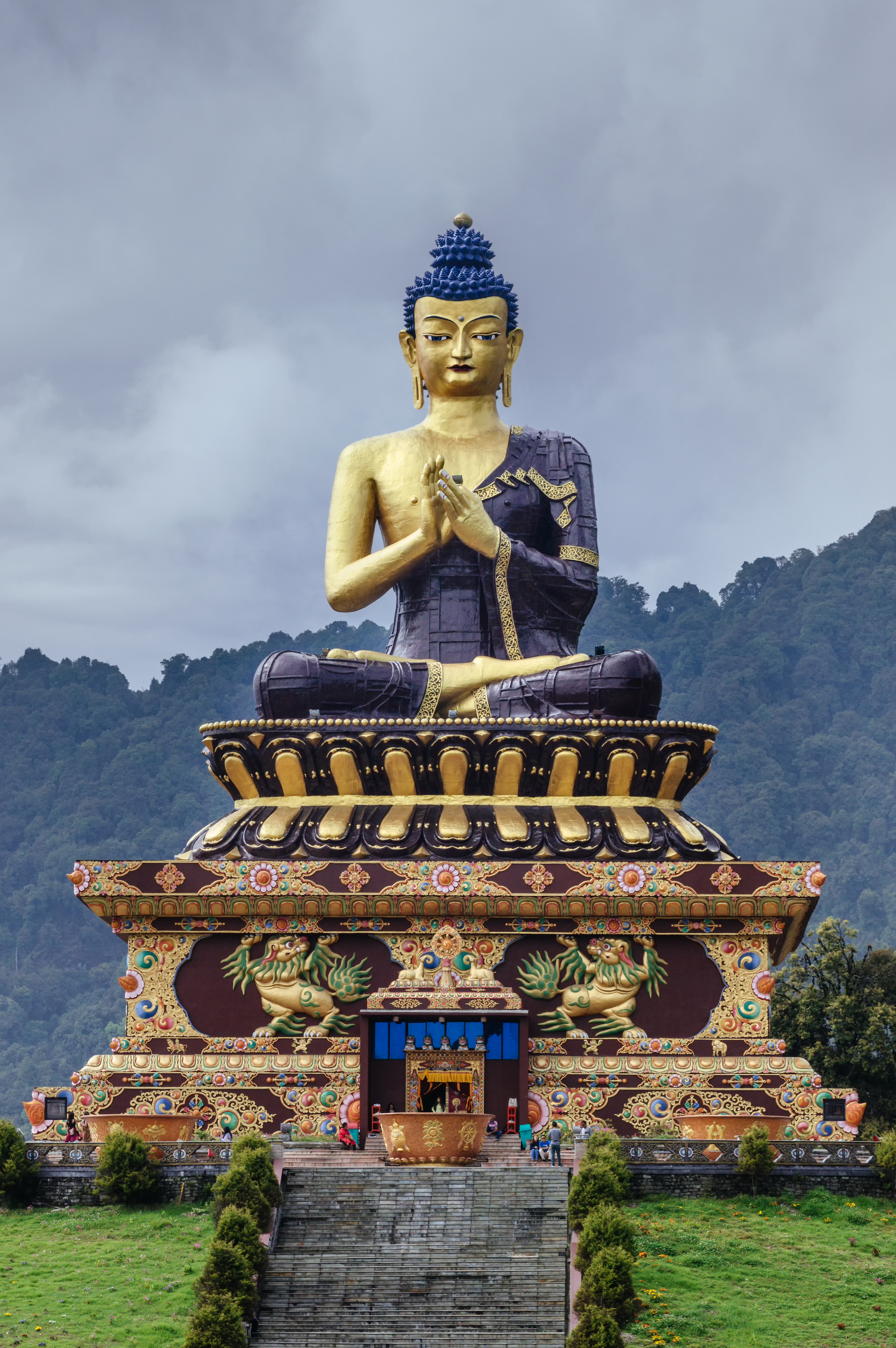
Boeddha van Ravangla

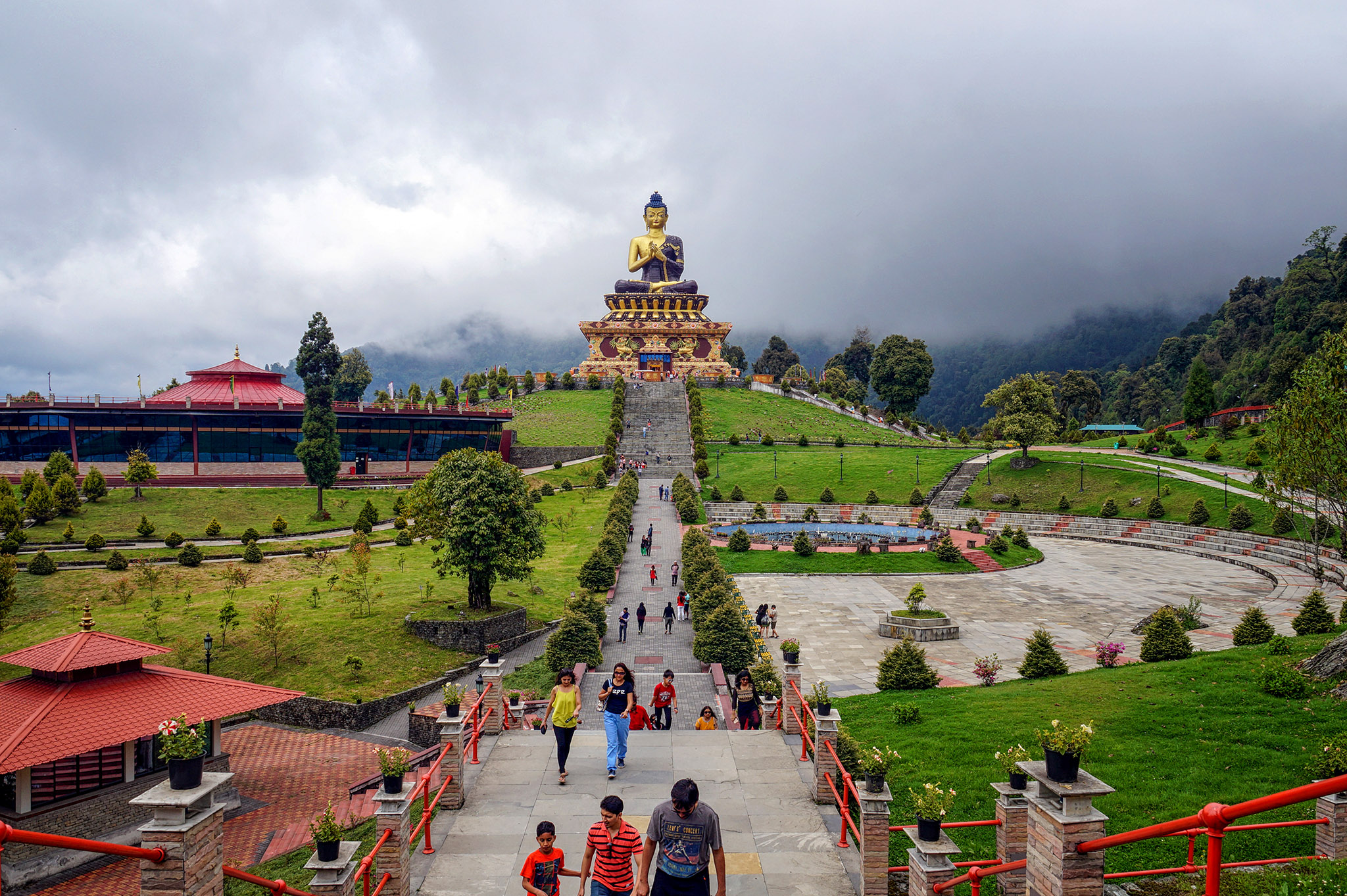
Boeddhapark van Ravangla

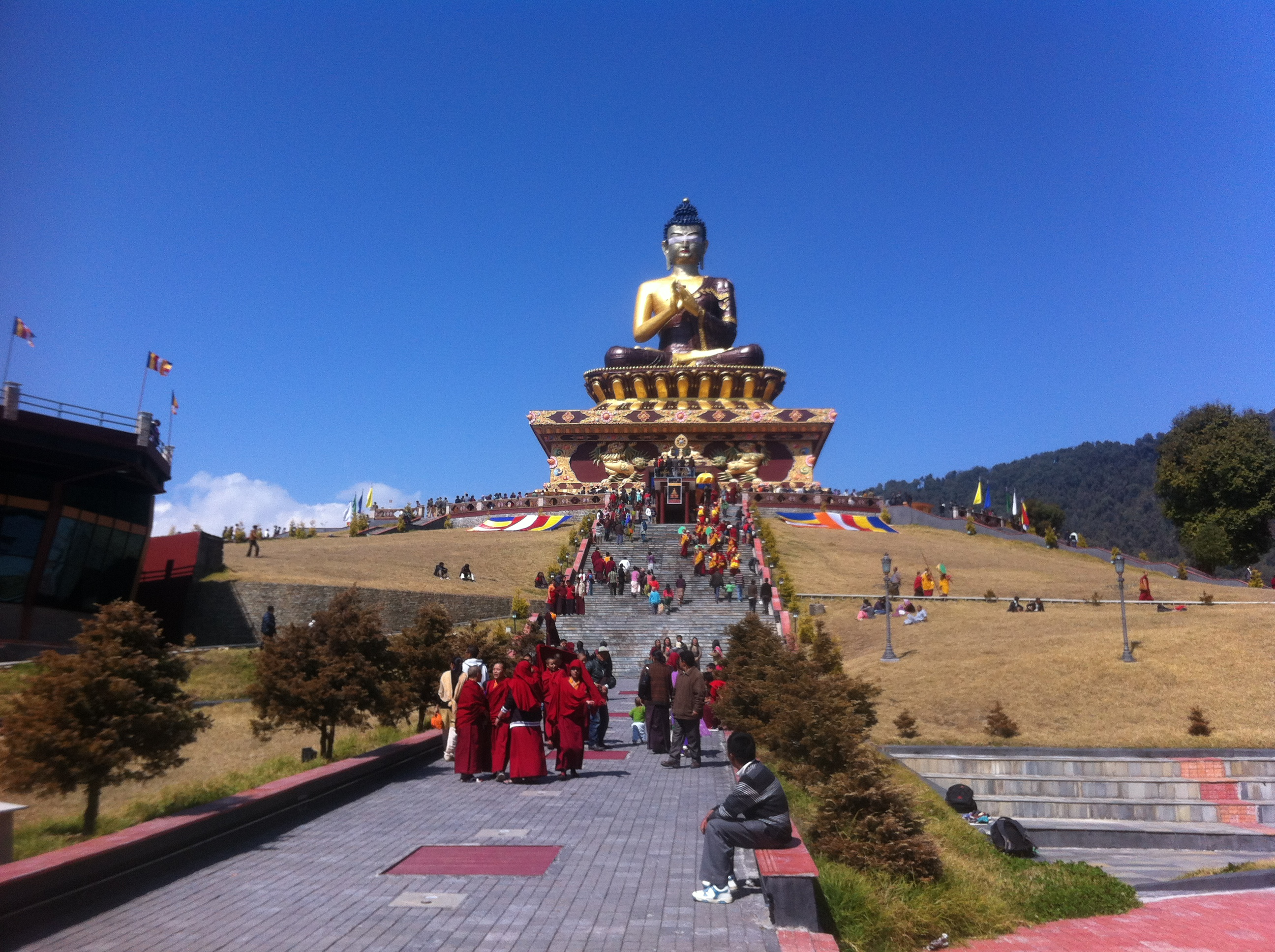
Boeddha van Ravangla gezien vanaf het laagstgelegen punt

Het Boeddhapark van Ravangla of Tathāgata Tsal is een park met een 40 m hoog standbeeld in Ravangla in het district Zuid-Sikkim in de Indiase deelstaat Sikkim. Het park ligt in de Himalaya in het complex van het klooster Rabong Gompa.

## Geschiedenis
Tussen 2006 en 2013 werd het park aangelegd en het standbeeld gebouwd.
Op 25 maart 2013 werd het park ingehuldigd door de 14e dalai lama en markeert de gelegenheid van de 2550e geboortedag van Gautama Boeddha.

## Bouwwerk
Het goudkleurige standbeeld beeldt Gautama Boeddha in zittende houding af en draagt een paarskleurig gewaad.
Het standbeeld heeft een hoogte van ruim 41 meter en is gemaakt van koper.